# Berounka
Berounka  je rijeka u Češkoj i najveći lijevi pritok Vltave. Nastaje spajanjem dviju rijeka; rijeke Mže (njem. Mies), koja izvire u Njemačkoj uz granicu s Češkom, i rijeke Radbuze kod Plzeňa, gdje se spajaju u Berounku. Berounka nastavlja svoj tok do ulaza u Prag, kada se ulijeva u Vltavu. Izvorno se, u 17. stoljeću cijeli tok rijeke nazivao Mže, ali kako grad Beroun leži na Berounki prozvana je po njemu.
Rijeka je duga 139,1 kilometar, a prosječni istjek vode iznosi 36 kubnih metara u sekundi.
Berounka je omiljeno odredište kanuista, zbog slikovitog krajolika bogatog biljnim i životinjskim svijetom i cjelokupne prirode koja je najljepša kod Dvorca Krašov, gdje se nalazi i zakonom zaštičeno prirodno i kulturno područje.

## Galerija

### Slike toka
- Berounka kod Krašova.
- Berounka pod Dubjanijem.
- Rijeka kod Zvíkoveca.
- Berounka pod Tetínom
- Berounka u mjestu Srbsko.
- Ušće Berunke u Vltavu.

### Mostovi na rijeci
- Dolanský most.
- Most u mjestu Srbsko.
- Most u Řevnicama.
- Most u Dobřichovicama.
- Željeznički most kod mjesta Mokropsy.
- Pješački most u Černošicama.

## Vanjske poveznice

### Mrežna sjedišta
- (engl.) Berounka na OpenStreetMap
- (češ.) Berounka[neaktivna poveznica] na Radnicko.cz
- (češ.) Podatci o kilometraži, pritocima i jezerima na rijeci na Raft.cz
- (češ.) Dolina Berounke kod Tetína na DoPřírody.com

### Ostali projekti
|  | Zajednički poslužitelj ima još gradiva o temi Berounka |